# Bermudas en los Juegos Olímpicos de Seúl 1988
Las Bermudas estuvieron representadas en los Juegos Olímpicos de Seúl 1988 por un total de 12 deportistas, 11 hombres y una mujer, que compitieron en 6 deportes.
El portador de la bandera en la ceremonia de apertura fue el atleta Clarence Saunders. El equipo olímpico bermudeño no obtuvo ninguna medalla en estos Juegos.